# Hold On It’s Coming
Hold On It’s Coming ist das dritte Soloalbum von Country Joe McDonald, das im Jahr 1971 veröffentlicht wurde. Es ist sein erstes Soloalbum mit eigenen Titeln, entstanden direkt nach der Auflösung von der Band Country Joe and the Fish. Bei Allmusic erhielt das Album drei von fünf Sternen.

## Titelliste
(Alle Titel von Country Joe McDonald)
1. Hold On It’s Coming N° 1 (3:48)
2. Air Algiers (2:28)
3. Only Love Is Worth This Pain (3:53)
4. Playing with Fire (3:17)
5. Travelling (4:20)
6. Joe’s Blues (4:11)
7. Mr. Big Pig (3:30)
8. Balancing on the Edge of Time (3:09)
9. Jamila (3:23)
10. Hold On It’s Coming N° 2 (3:48)

## Musiker
Das Album wurde bei einer Englandtour mit englischen und amerikanischen Musikern aufgenommen.
Neben den Rockgrößen Spencer Davis und Peter Green (letzterer wird unter dem Namen Rockhead zitiert) spielen auf dem Album auch die beiden Schlagzeuger von Country Joe and the Fish, Gary „Chicken“ Hirsh und Greg Dewey.
- Country Joe McDonald – Gesang, akustische und elektrische Gitarre
- Spencer Davis – Gesang, akustische Gitarre, Mundharmonika
- Rockhead alias Peter Green – elektrische Gitarre (Air Algiers, Only Love Is Worth This Pain, Mr Big Pig)[2]
- Alex Dmochowski – Bass
- Ed Bogas – Flöte, Fiddle (Hold On It’s Coming No 2)
- Vic Smith – Gitarre, Bassgitarre
- Gary „Chicken“ Hirsh – Schlagzeug
- Richard Sussman – Klavier
- Nick Buck – Keyboard
- Eric Weissberg – Bass
- Greg Dewey – Schlagzeug
- Mark Sidi Siddy – Schlagzeug